# Mistrzostwa Polski Seniorów w Lekkoatletyce 1950
26. Mistrzostwa Polski Seniorów w Lekkoatletyce – zawody sportowe, które rozgrywane były w dniach 13–15 sierpnia 1950 roku w Krakowie na stadionie Wisły Kraków.

## Rezultaty
| NR – rekord Polski \| SB – najlepszy wynik w sezonie \| PB – rekord życiowy |

### Mężczyźni
| Konkurencja:                  | 1. miejsce                                                                      | Rezultat   | 2. miejsce                                                  | Rezultat | 3. miejsce                                                                       | Rezultat |
| Bieg na 100 m                 | Emil Kiszka Unia Krywałd                                                        | 10,7       | Zygmunt Buhl Ogniwo Kraków                                  | 10,9     | Dominik Sucheński AZS Wrocław                                                    | 11,0     |
| Bieg na 200 m                 | Zdobysław Stawczyk AZS Poznań                                                   | 22,3       | Bogdan Lipski AZS Warszawa                                  | 22,4     | Zygmunt Buhl Ogniwo Kraków                                                       | 22,6     |
| Bieg na 400 m                 | Leon Statkiewicz Spójnia Warszawa                                               | 49,9       | Bogdan Lipski AZS Warszawa                                  | 49,9     | Andrzej Lipiec AZS Wrocław                                                       | 50,9     |
| Bieg na 800 m                 | Leon Statkiewicz Spójnia Warszawa                                               | 1:53,3 PB  | Roman Korban Spójnia Gdańsk                                 | 1:54,4   | Wiesław Werbliński Kolejarz Bielsko                                              | 1:55,7   |
| Bieg na 1500 m                | Edmund Potrzebowski AZS Szczecin                                                | 4:01,9     | Czesław Kuśmirek Spójnia Wrocław                            | 4:03,4   | Tadeusz Kwapień Gwardia Kraków                                                   | 4:05,0   |
| Bieg na 5000 m                | Tadeusz Kwapień Gwardia Kraków                                                  | 15:46,1    | Edward Więcek Ogniwo Kraków                                 | 15:49,1  | Aleksander Mańkowski Budowlani Gdańsk                                            | 15:49,5  |
| Bieg na 10 000 m              | Jan Kielas Budowlani Gdańsk                                                     | 32:32,3 SB | Edward Więcek Ogniwo Kraków                                 | 33:29,8  | Józef Russek Kolejarz Ostrów Wlkp.                                               | 33:32,6  |
| Bieg na 110 m przez płotki    | Aleksander Ogłoblin Ogniwo Warszawa                                             | 16,1       | Edward Adamczyk Kolejarz Poznań                             | 16,1     | Wilhelm Wilczek Unia Krywałd                                                     | 16,6     |
| Bieg na 400 m przez płotki    | Włodzimierz Puzio Ogniwo Kraków                                                 | 56,8 SB    | Zenon Mauthe AZS-AWF Warszawa                               | 59,2     | Zdzisław Wdowczyk Unia Łódź                                                      | 59,4     |
| Bieg na 3000 m z przeszkodami | Jan Kielas Budowlani Gdańsk                                                     | 9:32,3     | Jan Olesiński Stal Katowice                                 | 9:57,4   | Zdzisław Krzyszkowiak Związkowiec Olsztyn                                        | 9:58,3   |
| Sztafeta 4 × 100 m            | Ogniwo Kraków Stanisław Wałek Kazimierz Michałek Jerzy Nowak Zygmunt Buhl       | 43,8       | AZS Poznań Cyryl Adamski Jan Skałbania Zdobysław Stawczyk ? | 44,2     | Ogniwo Warszawa Zbigniew Deluga Aleksander Ogłoblin Antoni Morończyk Janusz Głąb | 44,5     |
| Sztafeta 4 × 400 m            | Ogniwo Kraków Stanisław Wałek Kazimierz Michałek Włodzimierz Puzio Zygmunt Buhl | 3:27,9     | Spójnia Gdańsk                                              | 3:29,3   | AZS Wrocław                                                                      | 3:30,7   |
| Skok wzwyż                    | Stanisław Brzozowski Spójnia Warszawa                                           | 1,84       | Jan Skałbania AZS Poznań                                    | 1,81     | Jerzy Dręgiewicz Ogniwo Kraków                                                   | 1,81     |
| Skok o tyczce                 | Antoni Morończyk Ogniwo Warszawa                                                | 3,70       | Andrzej Krzesiński Spójnia Gdańsk                           | 3,70     | Ryszard Groman Ogniwo Białystok                                                  | 3,50     |
| Skok w dal                    | Edward Adamczyk Kolejarz Poznań                                                 | 7,12       | Jan Starościński CWKS Warszawa                              | 6,85     | Wacław Kuźmicki Budowlani Chorzów                                                | 6,90     |
| Trójskok                      | Zygfryd Weinberg Gwardia Bydgoszcz                                              | 14,40      | Marian Hoffmann Kolejarz Katowice                           | 14,32    | Wacław Kuźmicki Włókniarz Łódź                                                   | 13,55    |
| Pchnięcie kulą                | Tadeusz Krzyżanowski Spójnia Gdańsk                                             | 15,20      | Tadeusz Prywer Włókniarz Łódź                               | 14,98    | Mieczysław Łomowski Budowlani Gdańsk                                             | 14,62    |
| Rzut dyskiem                  | Henryk Praski Górnik Zabrze                                                     | 42,57      | Mieczysław Łomowski Budowlani Gdańsk                        | 42,42    | Tadeusz Krzyżanowski Spójnia Gdańsk                                              | 40,11    |
| Rzut młotem                   | Bogdan Masłowski Gwardia Bydgoszcz                                              | 49,74      | Sławomir Zieleniewski Budowlani Gdańsk                      | 47,16    | Szczepan Sobota Kolejarz Katowice                                                | 43,24    |
| Rzut oszczepem                | Zbigniew Garncarczyk Unia Łódź                                                  | 57,09      | Czesław Kujawa AZS-AWF Warszawa                             | 56,78    | Medard Gburczyk Ogniwo Warszawa                                                  | 54,54    |

### Kobiety
| Konkurencja:              | 1. miejsce                                                                      | Rezultat | 2. miejsce                         | Rezultat | 3. miejsce                          | Rezultat |
| Bieg na 60 m              | Irena Kuźmicka Budowlani Chorzów                                                | 8,0      | Rita Milewska LZS Żurawica         | 8,1      | Barbara Gorzkowska Kolejarz Kraków  | 8,2      |
| Bieg na 100 m             | Mieczysława Moder Budowlani Gdańsk                                              | 12,8     | Irena Kuźmicka Budowlani Chorzów   | 12,8     | Genowefa Cieślik Budowlani Szczecin | 13,1     |
| Bieg na 200 m             | Genowefa Cieślik Budowlani Szczecin                                             | 26,3 SB  | Jadwiga Słomczewska Włókniarz Łódź | 26,9     | Rita Milewska LZS Żurawica          | 27,1     |
| Bieg na 500 m             | Michalina Piwowar Stal Katowice                                                 | 1:20,2   | Halina Wydra Związkowiec Puławy    | 1:23,3   | Barbara Dalkowska Ogniwo Pabianice  | 1:24,4   |
| Bieg na 80 m przez płotki | Aniela Mitan Związkowiec Kraków                                                 | 12,8     | Janina Gościniak Kolejarz Toruń    | 12,9     | Janina Peska Włókniarz Łódź         | 13,5     |
| Sztafeta 4 × 100 m        | Budowlani Chorzów Dorota Radziej Gertruda Gębolis Urszula Burzyk Irena Kuźmicka | 51,9     | Budowlani Gdańsk                   | 52,8     | LZS Żurawica                        | 53,2     |
| Sztafeta 4 × 200 m        | Budowlani Chorzów Dorota Radziej Gertruda Gębolis Urszula Burzyk Otylia Kałuża  | 1:52,5   | LZS Żurawica                       | 1:56,3   | AZS Wrocław                         | 1:56,8   |
| Skok wzwyż                | Danuta Ronczewska Czarni Wrocław                                                | 1,45     | Jadwiga Białkowska AZS Poznań      | 1,45     | Zofia Leszner AZS Poznań            | 1,40     |
| Skok w dal                | Mieczysława Moder Budowlani Gdańsk                                              | 5,27     | Helena Gburek Spójnia Grudziądz    | 5,23     | Gertruda Gębolis Budowlani Chorzów  | 5,17     |
| Pchnięcie kulą            | Magdalena Breguła Stal Katowice                                                 | 12,63    | Jadwiga Konik Kolejarz Kraków      | 12,57    | Kazimiera Piec LZS Żurawica         | 10,60    |
| Rzut dyskiem              | Jadwiga Konik Kolejarz Kraków                                                   | 38,05    | Irena Dobrzańska Kolejarz Warszawa | 36,88    | Janina Drzewiecka Kolejarz Gdańsk   | 35,92    |
| Rzut oszczepem            | Helena Stachowicz Związkowiec Kraków                                            | 37,57    | Maria Ciach Włókniarz Tomaszów     | 34,15    | Irena Klimowska Kolejarz Kraków     | 33,35    |

## Biegi przełajowe
22. mistrzostwa Polski w biegach przełajowych rozegrano 16 kwietnia w Żyrardowie. Kobiety rywalizowały na dystansie 1,2 kilometra, a mężczyźni na 8 km.

### Mężczyźni
| Konkurencja:           | 1. miejsce                  | Rezultat | 2. miejsce                        | Rezultat | 3. miejsce                        | Rezultat |
| Bieg przełajowy (8 km) | Jan Kielas Budowlani Gdańsk | 24:54,8  | Stefan Mielczarek Spójnia Wrocław | 25:26,8  | Stanisław Boniecki Spójnia Gdańsk | 25:40,0  |

### Kobiety
| Konkurencja:             | 1. miejsce                    | Rezultat | 2. miejsce               | Rezultat | 3. miejsce                  | Rezultat |
| Bieg przełajowy (1,2 km) | Czesława Gryczka LZS Żurawica | 5:01,2   | Zofia Biała Unia Myszków | 5:24,0   | Zofia Sikora Legia Warszawa | 5:26,0   |

## Bieg maratoński
Mistrzostwa Polski w biegu maratońskim mężczyzn rozegrano 16 lipca w Warszawie.
| Konkurencja:    | 1. miejsce                     | Rezultat     | 2. miejsce                        | Rezultat  | 3. miejsce                   | Rezultat  |
| Bieg maratoński | Winand Osiński Unia Szczecinek | 2:55:26,6 SB | Stanisław Głuszcz Ogniwo Warszawa | 2:57:31,6 | Edwin Kozera Kolejarz Poznań | 3:00:16,2 |

## Wieloboje
Mistrzostwa w pięcioboju mężczyzn zostały rozegrane 6 sierpnia w Bydgoszczy, w dziesięcioboju mężczyzn i pięcioboju kobiet 30 września i 1 października w Gdańsku (mężczyźni) i Lublinie (kobiety).

### Mężczyźni
| Konkurencja:  | 1. miejsce                          | Rezultat  | 2. miejsce                        | Rezultat  | 3. miejsce                     | Rezultat  |
| Pięciobój     | Wacław Kuźmicki Budowlani Chorzów   | 3117 pkt. | Andrzej Walczak Kolejarz Rawicz   | 2776 pkt. | Alfons Małecki Spójnia Wrocław | 2679 pkt. |
| Dziesięciobój | Tadeusz Krzyżanowski Spójnia Gdańsk | 5819 pkt. | Andrzej Krzesiński Spójnia Gdańsk | 5414 pkt. | Bolesław Pachół AZS Szczecin   | 5349 pkt. |

### Kobiety
| Konkurencja: | 1. miejsce                          | Rezultat    | 2. miejsce                       | Rezultat | 3. miejsce                  | Rezultat |
| Pięciobój    | Genowefa Cieślik Budowlani Szczecin | 203 pkt. SB | Irena Kuźmicka Budowlani Chorzów | 182 pkt. | Janina Peska Włókniarz Łódź | 175 pkt. |

## Sztafety 4×200metrów mężczyzn, 3×1000metrów, 4×1500metrów, olimpijska i szwedzka
Rywalizacja mistrzowska w sztafecie olimpijskiej i sztafecie szwedzkiej (kobiet i mężczyzn) oraz sztafecie 4 × 200 metrów, sztafecie 3 × 1000 metrów i sztafecie 4 × 1500 metrów (mężczyzn) odbyła się 22 października w Katowicach. Mężczyźni startowali w sztafecie szwedzkiej 400+300+200+100 metrów i olimpijskiej 800+400+200+100 metrów, a kobiety w sztafecie szwedzkiej 200+100+80+60 metrów i olimpijskiej 500+200+100+100 metrów.

### Mężczyźni
| Konkurencja:               | 1. miejsce                                                                 | Rezultat | 2. miejsce                                                                                   | Rezultat | 3. miejsce                                                                                 | Rezultat |
| Sztafeta 4 × 200 m         | Ogniwo Kraków Stanisław Wałek Kazimierz Michałek Jerzy Nowak Zygmunt Buhl  | 1:33,4   | Budowlani Gdańsk Zygmunt Tomaszewski Henryk Mach Jerzy Rabenda Gerard Mach                   | 1:33,4   | Unia Łódź J. Laskowski Zdzisław Wdowczyk J. Pasikowski Jerzy Kozłowski                     | 1:34,8   |
| Sztafeta 400+300+200+100 m | Budowlani Gdańsk Henryk Mach Jerzy Rabenda Stanisław Iwanowski Gerard Mach | 2:04,5   | Unia Łódź J. Pasikowski Zdzisław Wdowczyk Jerzy Kozłowski J. Laskowski                       | 2:07,6   | Spójnia Wrocław Czesław Kuśmirek Sikorski Antoni Gołębiowski Czesław Kurzydło              | 2:11,9   |
| Sztafeta 800+400+200+100 m | Ogniwo Kraków Tadeusz Wideł Zygmunt Buhl Stanisław Wałek Jerzy Nowak       | 3:30,5   | Unia Łódź Zdzisław Świątczak J. Pasikowski Jerzy Kozłowski Zdzisław Wdowczyk                 | 3:40,3   | Ogniwo Bytom Jerzy Wielkoszyński Wawrzyniec Dzierża Ryszard Szczerbiński Gothard Szczygieł | 3:43,4   |
| Sztafeta 3 × 1000 m        | Spójnia Gdańsk Włodzimierz Cłapiński Jerzy Witkowski Andrzej Kasprzycki    | 8:18,8   | Ogniwo Kraków Edward Więcek Julian Grochowalski Tadeusz Wideł                                | 8:20,0   | Kolejarz Bydgoszcz Kmiecik Rożnowski Lewandowski                                           | 8:23,0   |
| Sztafeta 4 × 1500 m        | Budowlani Gdańsk Jan Lasocki Józef Preuss Jan Kielas Aleksander Mańkowski  | 17:41,2  | Związkowiec Gdańsk Klemens Szpak Henryk Musiał Kazimierz Śmierzchalski Hipolit Śmierzchalski | 17:49,6  | Spójnia Gdańsk Stanisław Kozakiewicz Andrzej Kasprzycki Jerzy Witkowski Stanisław Boniecki | 17:58,2  |

### Kobiety
| Konkurencja:               | 1. miejsce                                                                           | Rezultat | 2. miejsce                                                                   | Rezultat | 3. miejsce                                                                                   | Rezultat |
| Sztafeta 200+100+80+60 m   | Budowlani Gdańsk Mieczysława Moder Elżbieta Bocian Honorata Gutkowska Halina Czeszko | 58,6     | LZS Żurawica Salomea Wiśniewska Rita Milewska Krystyna Kret Teresa Golanka   | 1:00,6   | Kolejarz Toruń Felicja Orsztynowicz Janina Gościniak Aleksandra Bartkowiak Melania Sinoracka | 1:01,3   |
| Sztafeta 500+200+100+100 m | Budowlani Gdańsk Elżbieta Bocian Gabriela Hećko Halina Czeszko Mieczysława Moder     | 2:17,5   | LZS Żurawica Czesława Gryczka Salomea Wiśniewska Krystyna Kret Rita Milewska | 2:22,2   | Spójnia Gdańsk Bożena Pestka Agnieszka Białek Krystyna Hennig Elżbieta Duńska                | 2:24,3   |